# Peperomia dolabriformis
Peperomia dolabriformis es una especie de planta con flores de la familia Piperaceae. La especie también se conoce como prayer pepper. La planta se utiliza como planta de interior ornamental.

## Distribución
Es nativa de Ecuador y Perú.

## Taxonomía
Fue descrita científicamente por Carl Sigismund Kunth. Fue publicada en Nova Genera et Species Plantarum i. 60. t. 4.
Etimología
Peperomia: que deriva de los vocablos griegos peperi: 'pimentero' y omoios: 'parecido', lo que quiere decir 'parecido al pimentero', ya que las características morfológicas son parecidas a las del género Piper, al que pertenece el pimentero.
dolabriformis: epíteto latino dolabra que significa "herramienta mezcla de hacha y pico" y formis que significa "con forma de".

## Variedades aceptadas
- Peperomia dolabriformis var. brachyphylla Rauh
- Peperomia dolabriformis var. confertifolia Yunck.
- Peperomia dolabriformis var. glaucescens C.DC.
- Peperomia dolabriformis var. grandis Hutchison ex Pino & Klopf.
- Peperomia dolabriformis var. lombardii Pino
- Peperomia dolabriformis var. multicaulis Pino & Cieza
- Peperomia dolabriformis var. velutina Trel.[3]